# 世紀末オカルト学院
『世紀末オカルト学院』（せいきまつオカルトがくいん）は、A-1 Pictures制作の日本のテレビアニメ。2010年にテレビ東京系列にて放送された。通称『オカ学』。

## 概要
『ソ・ラ・ノ・ヲ・ト』と『閃光のナイトレイド』に続く、テレビ東京とアニプレックスのオリジナルアニメプロジェクト「アニメノチカラ」の第3弾作品。もともとは『ソ・ラ・ノ・ヲ・ト』の次に『財団法人 オカルトデザイナー学院』として放送する予定であったが、監督が北久保弘之から伊藤智彦へ交代するなどの諸事情によって制作が予定より大幅に遅れたことから放送開始を後回しにされ（『閃光のナイトレイド』は逆に前倒しを余儀なくされ）、交代後のスタッフによって設定の一部や作品名が放送版へ変更された。
オカルトを主眼とした物語であり、学研パブリッシングが発刊するオカルト雑誌である『ムー』の監修を受けている。
2010年放送であるが、物語の時代設定が1999年であることから、時代を先取ったメタフィクショナルなネタも多い。
アニメノチカラ枠の作品では唯一TXN全6局で放送された作品でもあるが、『閃光のナイトレイド』を放送したBSジャパンでは放送されなかった。その後、テレビ東京では2011年1月から同年4月まで、関東ローカルの再放送が行われた。
『月刊コミックアライブ』では2010年8月号から同年12月号まで、戸流ケイ作画による漫画版が連載された（#メディアミックスを参照）。

## ストーリー
時はまさに世紀末の1999年。長野市松代の皆神山頂にある私立ヴァルトシュタイン学院では、学長や生徒が日夜オカルト研究に明け暮れており、敷地内では怪奇現象もしばしば起こるため、周辺の人々は「オカルト学院」と呼んでいた。
同年7月某日。学院学長の神代純一郎が急死する。学院葬の最中、現れたのは神代マヤ。学長の娘であるが、大のオカルト嫌いである彼女は父の死を機に、学院を廃校へ導くための画策を始めた。その同日、マヤは学院の上空から全裸で降臨してきた内田文明と出会う。文明は、宇宙人の侵略を受けて滅亡に瀕した2012年の世界から歴史を変えるため、学院へタイムスリップしてきた超能力者であることをマヤに告げる。
やがて、マヤは父の遺した手帳から彼の死の理由を知る。そこには「私は長年研究していたノストラダムスの大予言を回避するアイテム・”ノストラダムスの鍵”を捜す事を善しとしない勢力によって命を狙われている──」と記されていた。
マヤは父を殺害した者を突き止めるため、文明は未来を変える”ノストラダムスの鍵”を見つけるために情報を交換するパートナーとなり、オカルト学院で巻き起こる様々な怪現象に立ち向かっていく。やがて、悪霊やUMAのモスマンやチュパカブラなど数々の怪現象を解決した2人は、それらの怪現象が黒魔女の美風の仕業であることを知る。白魔術師である教頭の千尋の力を借り、2人は美風を倒した。
戦いを終えた文明は未来へ帰る準備に入るが、そこへ未来の仲間からまだ未来が変わっていないという連絡が入る。そして、ふとしたことによって2012年の文明が1999年の文明と邂逅した瞬間、時空に歪みが発生し、彼らの上空から宇宙人が襲来した。文明こそが、”ノストラダムスの鍵”だったのだ。しかし、1999年の文明との接触により超能力を取り戻した2012年の文明は1999年の文明をマヤに託すと、自らもろとも宇宙人を撃退する。
2012年の世界。かつて、千尋の力を借りて死を偽装した後にレジスタンスを結成していた純一郎が基地から外に出ると、そこには宇宙人によって破壊されたはずの街並みが広がっていた。

## 登場人物

### 主要人物
神代 マヤ（くましろ マヤ）
声 - 日笠陽子
本作の主人公。腰まである長い黒髪に青い目の少女。神代純一郎の1人娘で、ヴァルトシュタイン学院の現学長兼生徒。
父の影響から、オカルトの知識は豊富だが、父が研究に没頭するあまり家庭を顧みなくなって別居・離婚してしまったため、現在ではオカルトを嫌っている。当初はヴァルトシュタイン学院を廃校にしようと考えていたが、父の死の真相を知った後は父を殺害した者を見つけるために学長職を継ぎ、自らも学院へ転入した。
タイムスリップしてきた際に全裸で現れるという最悪なファーストコンタクトを行った文明には事あるごとに厳しく接するが、他の女性に鼻の下を伸ばす姿を見て苛立ちを隠せなくなったり、自らの存在と引き換えに世界を守って消滅する姿を見てひそかに涙するなど、文明のことを多少は意識していたそぶりも見せている。
2012年の文明がもたらした「宇宙人が襲来していない未来」では、純一郎や成長した1999年の文明と共に暮らしている。
内田 文明（うちだ ふみあき） / 安倍 実（あべ みのる）
声 - 水島大宙、矢作紗友里（少年時代）
本作の準主人公。サイコキネシスを使う超能力者。幼少時は「ブンメー（君）」と呼ばれてスプーン曲げで一世を風靡したが、成長後の現在では能力を失っている。2012年の世界で過去の名声をダシにイカサマを働き、金を取ろうとしていたところをレジスタンスにタイムエージェントとしてスカウトされ、1999年の世界へ強制的に送り込まれた。1999年の世界では、学院の日本史教諭兼マヤのクラスの担任となる。
巨乳の女性が好みで美風を慕い、彼女の前では見栄を張る。当初は自己保身ばかり考えるヘタレだったが、物語終盤では命をかけて世界を守った。カレーライスが好物。
2012年の世界では6人目の安倍実として選ばれ、コードナンバー「NO6」と呼ばれる。NO1からNO5が殉職したために文明が最後の1人であるが、NO5の死の直前を目の当たりにしたことで、本人は死の恐怖にとらわれて任務を拒む。そのため、1999年へ送り込まれた当初は臆病な一面を見せており、魔獣との遭遇時にマヤや美風を残して逃げ出すこともあった。
モデルは清田益章。
中川 美風（なかがわ みかぜ）
声 - 茅原実里
洋食屋「中川食堂」の看板娘。巨乳で文明を癒す存在であるが、車の運転が上手すぎて怖い人でもある。
その正体は魔界の扉を開けようとしている黒魔女であり、一連のオカルト事件における黒幕。本性は冷酷で、文明へ好意を寄せているように見えたのも、学院内へ侵入してマヤを殺すために利用していただけであった。マヤを追いつめるが、文明と彼女が詠唱した魔を滅する呪文によって倒された。
黒木 亜美（くろき あみ）
声 - 高垣彩陽
マヤの幼馴染。豪快な性格の大工の棟梁を父に持つ（死別したのかは不明だが、母親は同居していない）。さっぱりして父親想いの性格。幼少期にマヤの影響を受けてオカルトに染まるが、怖い話は苦手。
成瀬 こずえ（なるせ こずえ）
声 - 花澤香菜
亜美の級友。神代前学長を尊敬し、彼のようなオカルト研究者になりたいと考えている。喜怒哀楽の激しい性格。持前のオカルト好きが災いし、様々な奇行に走りやすいだけでなく、あらゆる超常現象に巻き込まれている。
JK
声 - 子安武人
本名不詳。オカルト発明家でヴァルトシュタイン学院の生徒。赤い髪と太った体格から「紅の豚」と呼ばれている。オカルト専門のダウザーだが、霊視能力は持っていない。その他にも格闘、ピッキング、キーボード演奏など、多芸多才。
スマイル
声 - 高橋広樹
本名不詳。学院専属の機械工の青年。あだ名とは裏腹に無愛想かつ喧嘩が強く、両腕で抱えるサイズの巨大レンチを武器として使用する。作業着の胸元に、スマイルマークを付けている。
川島 千尋（かわしま ちひろ）
声 - 小林ゆう
ヴァルトシュタイン学院教頭。交霊術（降霊術）の授業を担当。普段の性格は事務的だが、趣味はリリカルなポエムの作成。勘違いがきっかけで文明にベタ惚れする。シニョン風の髪型は1999年当時の流行にあやかり、生徒から「だんご2兄弟」と揶揄されている。フランツ・リストのラ・カンパネッラがBGMに使用されている。
正体は、前学長に仕える白魔術師。前学長の意志を受け、黒魔女の攻撃から身を挺してマヤを護っていたが、美風との戦いで重傷を負い、文明に魔を滅する呪文を教えて息絶えた。

### その他の人物
黒服の男
声 - 江川大輔
本名不詳。千尋の側近の寡黙な男。その正体は、千尋に仕える黒豹に似た姿の「闇から生まれた者」。マヤや文明を守るべく戦ったが、2人の詠唱した魔を滅する呪文は対象者の善悪に関係なく作用するため、それによって消滅した。
神代 純一郎（くましろ じゅんいちろう）
声 - 矢島正明
オカルト研究に一生を捧げたヴァルトシュタイン学院の前学長にして、マヤの父親。幼少期のマヤにオカルトへの興味を持たせるも、研究に没頭しすぎて家庭は離散し、彼女のオカルト嫌いの元凶となった。
心臓麻痺で亡くなったとされていたが、学長の命を狙う黒魔女の目を欺くために千尋の力を借り、死を偽装していた。松代から東京（墨田区）へ空間転送されて敵から遠ざかったが、ノストラダムスの鍵が発動して宇宙人による地球侵略が始まってしまったため、レジスタンスを結成する。鍵の発動を阻止すべくレジスタンスの総司令となり、1999年の松代へ文明を派遣した。
神代 香奈枝（くましろ かなえ）
マヤの母親。純一郎が研究に没頭するあまり家庭を顧みなくなったため、マヤを連れて別居・離婚した後、1997年に死亡した。
黒木 茂（くろき しげる）
声 - 島香裕
亜美の父。子煩悩かつ豪快な性格で、マヤにも親しく接する。幼少時のマヤと亜美にはオカルト話を聞かせ、喜ばせていた。笑顔すら見せなくなった現在のマヤに笑顔を取り戻させたいという思いから、JKとスマイルを巻き込んでひと芝居打つが、思わぬ結果を招いてしまう。
岡本 あかり（おかもと あかり）
声 - 水瀬いのり
学院の降霊術の授業で学長の霊を呼び寄せようとした際、何らかの理由によって学長の代わりに召喚され、具現化した霊。生前は明るい性格で周囲からも好かれており、両親の離婚後に父とアパートで暮らしていたが、1998年のクリスマス・イヴの夜に凍死した。死亡当時は小学1年生。空間を瞬間移動する際には雪のような物質に変化し、感情が昂ぶると周囲に強烈な冷気を発生させ、ポルターガイスト現象を引き起こす。
岡本 健吾（おかもと けんご）
声 - うえだゆうじ
あかりの父。妻（声 - 野浜たまこ）とは離婚。かつては製薬会社の営業マンであったが、あかりを亡くしたショックから退職し、現在は土建業に従事している。自分のせいであかりを死なせてしまったと考えている。
文明の母
声 - 久川綾
文明の母親。超能力少年としてテレビで活躍する息子を管理する、いわゆるステージママ。当初は息子の活躍を支える良き母だったが、文明が有名になるにつれて友達との交際を禁止したり、スケジュール優先のために手を上げるような振る舞いをするようになる。
NO5
声 - 住吉屋力
レジスタンスの一員。本名不詳。2012年の世界の人間で、5人目の安倍実。任務遂行中に魔獣に襲われてゲートまで逃げ切ろうとするが間に合わず、魔獣に致命傷を負わされて死亡する。NO1からNO5までが殉職したため、最後の1人としてNO6の文明が選ばれる。それから数日後、NO5の遺品である携帯電話（世界を救うノストラダムスの鍵）は文明に偶然拾われ、結果的にNO6専用の携帯電話をマヤが預かり、NO5専用の携帯電話を文明が使用することとなる。

## スタッフ
- 原作・制作 - A-1 Pictures
- 監督 - 伊藤智彦
- シリーズ構成 - 水上清資
- キャラクター原案 - 麻生我等
- キャラクターデザイン・総作画監督 - 千葉崇洋
- プロップデザイン - 柴山智隆
- 世界観設定 - 末武康光
- 美術監督 - 竹田悠介
- 撮影監督 - 尾崎隆晴
- CG監督 - 雲藤隆太
- 色彩設計 - 茂木孝浩
- 編集 - 西山茂
- 音楽 - Elements Garden
- 音響監督 - たなかかずや
- エグゼクティブプロデューサー - 川崎由紀夫、勝股英夫、落越友則
- プロデューサー - 藤本昌俊、和田慎之介
- 監修 - ムー編集部（学研パブリッシング）
- 製作 - アニプレックス、テレビ東京

## 楽曲

### 主題歌
オープニングテーマ「フライングヒューマノイド」
作詞・作曲・編曲 - 松隈ケンタ / 歌 - 中川翔子（ソニーミュージックレコーズ）
第13話では挿入歌として使用。
エンディングテーマ「君がいる場所」
作詞 - 中山真斗 (Elements Garden) / 作曲・編曲 - 藤田淳平 (Elements Garden) / 歌 - 高垣彩陽（ミュージックレイン）
エンディングの映像には実写が使われている。
写真 - 橋本カツヨ / モデル - 小林里乃、須田理夏子

### 劇中曲
- 演奏 - 中園理沙
  - ベートーベン「ピアノソナタ第21番（ヴァルトシュタイン）」（第1話 - 第13話）
  - フランツ・リスト「ラ・カンパネッラ」（第3話 - 第5話、第10話、第12話）

### 予告編挿入歌
次回予告では世紀末（1990年代後半）に流行した楽曲を女性キャラクターが歌っている。第8話と第9話の挿入歌はソニーミュージックの曲ではなく、ライバルのトイズファクトリーがリリースした曲である。編曲はElements Gardenが担当。
「LOVEマシーン」（第1話、第12話）
歌 - 神代マヤ（日笠陽子）（第1話）、笹塚エクソシスターズ（第12話）
「BE TOGETHER」（第2話、第3話）
歌 - 中川美風（茅原実里）
「アジアの純真」（第4話、第5話）
歌 - 成瀬こずえ（花澤香菜）
「HOT LIMIT」（第6話、第7話）
歌 - 黒木亜美（高垣彩陽）
「White Love」（第8話、第9話）
歌 - 岡本あかり（水瀬いのり）
「蠟人形の館 '99」（第10話、第11話）
歌 - 川島千尋（小林ゆう）

## 各話リスト
各話タイトルにはその話の中心人物名が組み込まれており、英題も併せて表記される。
| 話数       | サブタイトル                                                   | 脚本       | 絵コンテ         | 演出             | 作画監督                              | 放送日時      | 収録BD・DVD |
| ---------- | -------------------------------------------------------------- | ---------- | ---------------- | ---------------- | ------------------------------------- | ------------- | ----------- |
| Episode 01 | マヤの予言 000MAYA's Prophesy                                  | 水上清資   | 伊藤智彦         | 伊藤智彦         | 千葉崇洋                              | 2010年 7月5日 | Volume.1    |
| Episode 02 | 文明の到来 000The advent of BUNMEI                             | 水上清資   | 伊藤智彦         | 池田重隆         | 石原満                                | 7月12日       | Volume.1    |
| Episode 03 | 美し風、吹き抜けて 000MIKAZE blows through                     | 大野木寛   | 恒松圭           | 恒松圭           | 柴山智隆                              | 7月19日       | Volume.2    |
| Episode 04 | 文明の崩壊 000The collapse of BUNMEI                           | 大野木寛   | 藤森カズマ       | 中村賢太朗       | 世良悠子                              | 7月26日       | Volume.2    |
| Episode 05 | 夏のこずえ 000KOZUE in the summer                              | 綾奈ゆにこ | 伊藤智彦         | 原田孝宏         | 加藤雅之                              | 8月2日        | Volume.3    |
| Episode 06 | 文明の道程 000BUNMEI's distance                                | 綾奈ゆにこ | 中村亮介         | 中村亮介         | 細居美恵子                            | 8月9日        | Volume.3    |
| Episode 07 | マヤの亜美〜ゴ 000MAYA's amigo                                 | 砂山蔵澄   | 村木幸也         | 村木幸也         | 髙木晴美 渡辺浩二                     | 8月16日       | Volume.4    |
| Episode 08 | まんま亜美〜ヤ! 000Mamma AMI〜ya!                              | 砂山蔵澄   | 矢島サコ美       | 池田重隆         | 石原満 加藤雅之                       | 8月23日       | Volume.4    |
| Episode 09 | 雪のあかり 000AKARI of snow                                    | 伊藤美智子 | 京田辺           | 出合小都美       | 安彦英二                              | 8月30日       | Volume.5    |
| Episode 10 | 暖炉のあかり 000AKARI of fireplace                             | 伊藤美智子 | 平川哲生         | 平川哲生         | 世良悠子                              | 9月6日        | Volume.5    |
| Episode 11 | マヤの死 000MAYA's death                                       | 大野木寛   | 山本沙代         | 清水久敏         | 柴山智隆 近藤圭一                     | 9月13日       | Volume.6    |
| Episode 12 | 千の風、美の尋めゆき 000A thousand wind, the search for beauty | 綾奈ゆにこ | タムラコータロー | タムラコータロー | 渡辺浩二、髙木晴美 世良悠子、新垣一成 | 9月20日       | Volume.6    |
| Episode 13 | マヤの文明 000MAYA's BUNMEI                                    | 水上清資   | 伊藤智彦         | 伊藤智彦         | 千葉崇洋                              | 9月27日       | Volume.6    |

## 放送局
| 放送地域       | 放送局             | 放送期間                 | 放送日時           | 系列など           | 備考             |
| -------------- | ------------------ | ------------------------ | ------------------ | ------------------ | ---------------- |
| 関東広域圏     | テレビ東京         | 2010年7月5日 - 9月27日   | 月曜 25:30 - 26:00 | テレビ東京系列     | 製作局           |
| 福岡県         | TVQ九州放送        | 2010年7月5日 - 9月27日   | 月曜 26:23 - 26:53 | テレビ東京系列     |                  |
| 愛知県         | テレビ愛知         | 2010年7月7日 - 9月29日   | 水曜 25:58 - 26:28 | テレビ東京系列     |                  |
| 岡山県・香川県 | テレビせとうち     | 2010年7月8日 - 9月30日   | 木曜 25:58 - 26:28 | テレビ東京系列     |                  |
| 北海道         | テレビ北海道       | 2010年7月9日 - 10月1日   | 金曜 26:00 - 26:30 | テレビ東京系列     |                  |
| 大阪府         | テレビ大阪         | 2010年7月9日 - 10月1日   | 金曜 26:35 - 27:05 | テレビ東京系列     |                  |
| 日本全域       | アニメワン         | 2010年7月12日 - 10月4日  | 月曜 12:00 更新    | インターネット配信 | 最新話1週間無料  |
| 日本全域       | AT-X               | 2010年7月13日 - 10月5日  | 火曜 8:30 - 9:00   | CSチャンネル       | リピート放送あり |
| 日本全域       | バンダイチャンネル | 2010年7月20日 - 10月12日 | 火曜 12:00 更新    | インターネット配信 | 第1話のみ無料    |
| 滋賀県         | びわ湖放送         | 2011年4月2日 - 7月2日    | 土曜 26:50 - 27:20 | 独立UHF局          |                  |

## 関連商品

### BD/DVD
| 巻数 | 発売日         | 特典CD        | 規格品番 (BD) | 規格品番 (DVD) | 規格品番 (DVD) |
| 巻数 | 発売日         | 特典CD        | 規格品番 (BD) | 限定版         | 通常版         |
| ---- | -------------- | ------------- | ------------- | -------------- | -------------- |
| 1    | 2010年9月22日  | LOVEマシーン  | ANZX-9211     | ANZB-9211      | ANSB-9211      |
| 2    | 2010年10月27日 | BE TOGETHER   | ANZX-9213     | ANZB-9213      | ANSB-9213      |
| 3    | 2010年11月24日 | アジアの純真  | ANZX-9215     | ANZB-9215      | ANSB-9215      |
| 4    | 2010年12月22日 | HOT LIMIT     | ANZX-9217     | ANZB-9217      | ANSB-9217      |
| 5    | 2011年1月26日  | White Love    | ANZX-9219     | ANZB-9219      | ANSB-9219      |
| 6    | 2011年2月23日  | 蝋人形の館'99 | ANZX-9221     | ANZB-9221      | ANSB-9221      |

#### 映像特典
BD/DVDの第2巻から第5巻まで収録された映像特典（限定版&通常版共通）。マヤと亜美の小学生時代のスピンオフ作品で、2人がツチノコ・ツッチーをみつけ飼うことになった話。
サブタイトル
| 巻数     | 話数  | サブタイトル     | 脚本       | 絵コンテ | 演出     | 作画監督 |
| -------- | ----- | ---------------- | ---------- | -------- | -------- | -------- |
| Volume.2 | 第1話 | よろしくツッチー | 伊藤美智子 | 伊藤智彦 | 大野和寿 | 清水裕輔 |
| Volume.3 | 第2話 | なかよしツッチー | 伊藤美智子 | 伊藤智彦 | 大野和寿 | 山田裕子 |
| Volume.4 | 第3話 | がんばれツッチー | 伊藤美智子 | 伊藤智彦 | 大野和寿 | 河野真貴 |
| Volume.5 | 第4話 | さよならツッチー | 伊藤美智子 | 伊藤智彦 | 大野和寿 | 須藤智子 |

### サウンドトラック
2010年10月27日にアニプレックスから発売された。Elements Gardenの藤田淳平と藤間仁が作曲を手掛けている。
ボーナストラックには、中川翔子が歌うOP曲「フライングヒューマノイド（TVサイズ）」と、高垣彩陽が歌うED曲「君がいる場所（TVサイズ）」、「オカルト学院のテーマ」のCMバージョンが収録されている。
CDジャケットには、主人公の神代マヤが描かれている。
| #   | タイトル                                 | 作詞       | 作曲                   | 時間 |
| --- | ---------------------------------------- | ---------- | ---------------------- | ---- |
| 1.  | 「ヴァルトシュタイン学院のテーマ」       |            | 藤田淳平               | 1:51 |
| 2.  | 「不思議な町 松代」                      |            | 藤間仁                 | 1:37 |
| 3.  | 「パニック」                             |            | 藤田淳平               | 1:33 |
| 4.  | 「マヤの疑惑」                           |            | 藤間仁                 | 1:26 |
| 5.  | 「戦うマヤ」                             |            | 藤田淳平               | 1:56 |
| 6.  | 「学長の死の謎」                         |            | 藤間仁                 | 1:26 |
| 7.  | 「JKのテーマ」                           |            | 藤田淳平               | 1:33 |
| 8.  | 「妖しい罠」                             |            | 藤間仁                 | 2:13 |
| 9.  | 「文明の降臨」                           |            | 藤田淳平               | 1:07 |
| 10. | 「おかしなふたり」                       |            | 藤間仁                 | 1:23 |
| 11. | 「おかしなおかしなふたり」               |            | 藤間仁                 | 1:26 |
| 12. | 「宇宙からの侵略者」                     |            | 藤間仁                 | 1:43 |
| 13. | 「タイム・エージェント」                 |            | 藤田淳平               | 2:04 |
| 14. | 「作戦開始」                             |            | 藤間仁                 | 1:46 |
| 15. | 「美風のテーマ」                         |            | 藤田淳平               | 1:40 |
| 16. | 「文明の思い出」                         |            | 藤間仁                 | 1:59 |
| 17. | 「世界樹」                               |            | 藤田淳平               | 1:32 |
| 18. | 「秘密結社」                             |            | 藤間仁                 | 1:26 |
| 19. | 「スマイルのテーマ」                     |            | 藤田淳平               | 1:36 |
| 20. | 「こずえのテーマ」                       |            | 藤間仁                 | 1:27 |
| 21. | 「大切なものは…」                        |            | 藤間仁                 | 1:35 |
| 22. | 「臨死体験実習」                         |            | 藤間仁                 | 1:43 |
| 23. | 「こずえの奮闘」                         |            | 藤間仁                 | 1:19 |
| 24. | 「こずえの想い」                         |            | 藤間仁                 | 1:32 |
| 25. | 「文明の記憶」                           |            | 藤間仁                 | 3:01 |
| 26. | 「生還へのタイムリミット」               |            | 藤間仁                 | 1:30 |
| 27. | 「こずえの幸せ」                         |            | 藤間仁                 | 1:22 |
| 28. | 「夏の松代」                             |            | 藤田淳平               | 1:31 |
| 29. | 「亜美のテーマ」                         |            | 藤田淳平               | 1:31 |
| 30. | 「陽気な黒木父娘」                       |            | 藤田淳平               | 1:48 |
| 31. | 「夏のたそがれ」                         |            | 藤田淳平               | 2:03 |
| 32. | 「エクトプラズム」                       |            | 藤田淳平               | 1:32 |
| 33. | 「あかりのテーマ」                       |            | 藤田淳平               | 1:46 |
| 34. | 「悲しいクリスマス」                     |            | 藤田淳平               | 1:57 |
| 35. | 「真夏のクリスマスパーティ」             |            | 藤田淳平               | 1:44 |
| 36. | 「ありがとう、パパ」                     |            | 藤田淳平               | 1:31 |
| 37. | 「魔女の誘惑」                           |            | 藤間仁                 | 1:33 |
| 38. | 「マヤの死」                             |            | 藤間仁                 | 1:52 |
| 39. | 「魔女の襲来」                           |            | DJジューシー、上松範康 | 1:38 |
| 40. | 「黒魔女 VS 白魔女」                     |            | 藤間仁                 | 1:35 |
| 41. | 「取り戻された未来」                     |            | 藤田淳平               | 2:22 |
| 42. | 「フライングヒューマノイド（TV size）」  | 松隈ケンタ | 松隈ケンタ             | 1:33 |
| 43. | 「君がいる場所（TV size）」              | 中山真斗   | 藤田淳平               | 1:32 |
| 44. | 「オカルト学院のテーマ（CMバージョン）」 |            | 藤田淳平               | 1:33 |

## ラジオ
『アニチカラジオ オカルトでいいカナ』と題し、『ANI-COM RADIO 〜フジワラでいいカナ〜』内の箱番組枠「アニチカラジオ」にて配信（全4回）。
本作キャストも同番組のパーソナリティとして出演。
1. 2010年6月23日配信 - 日笠陽子（神代マヤ役）
2. 2010年7月25日配信 - 高垣彩陽（黒木亜美役）
3. 2010年8月25日配信 - 水島大宙（内田文明役）
4. 2010年9月22日配信 - 茅原実里（中川美風役）

## メディアミックス
漫画版
『月刊コミックアライブ』2010年8月号から12月号まで連載された。作画は戸流ケイが担当している。ISBN 978-4-8401-3708-9 アニメ本編とは一部設定や結末が異なる。
ケータイコミックレーベル『コミックアライブPlus』で2010年8月31日より『世紀末オカルト学院 Plus』の配信を開始。作画は森見明日。
小説版
2010年11月25日にMF文庫Jより発売。ISBN 978-4-8401-3512-2
シリーズ構成担当の水上清資監修のもと、複数の作家により描かれた短編集。アニメ本編で描写されなかったエピソードを収録している。